# Fokker S.IX

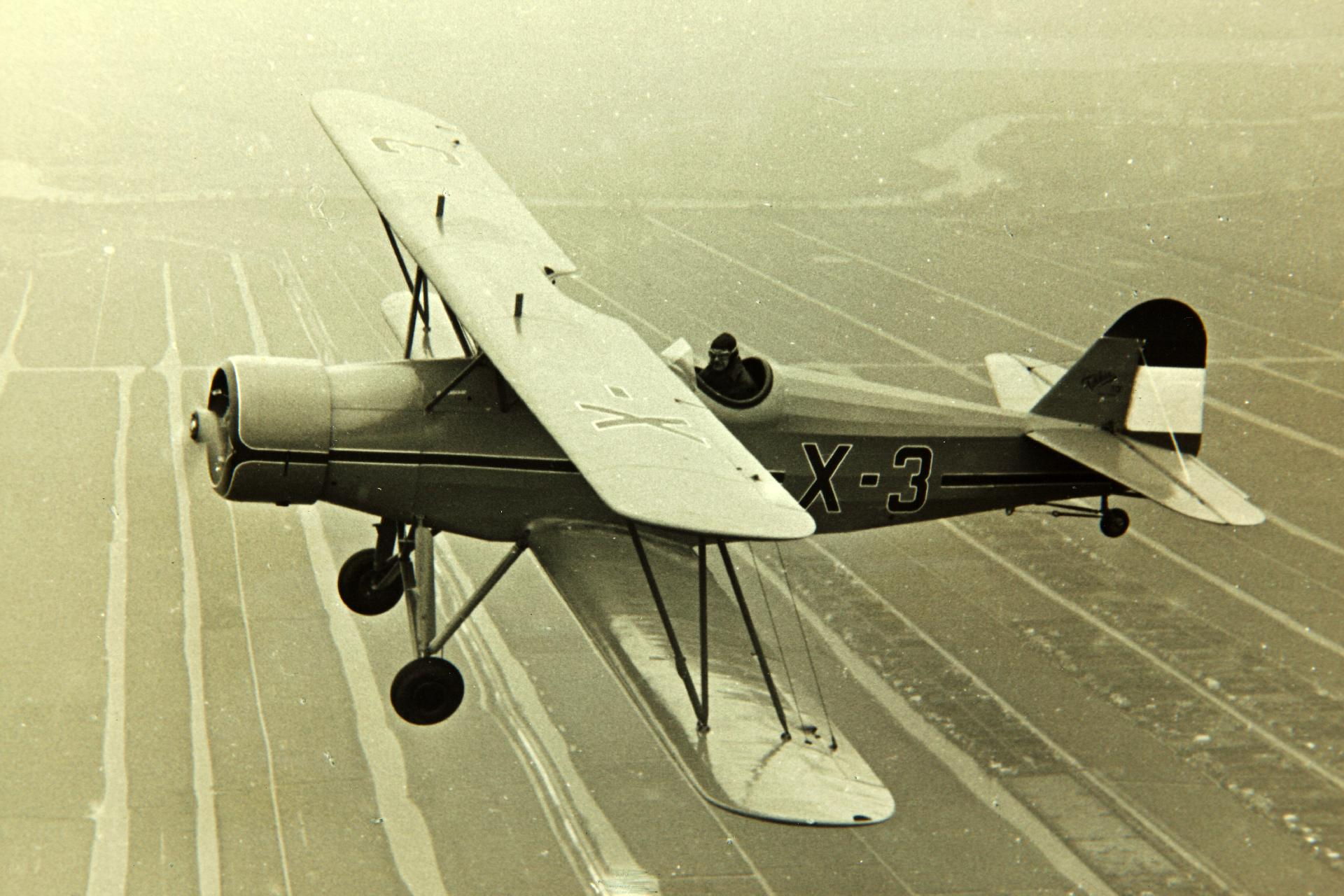
Fokker S.IX im Flug

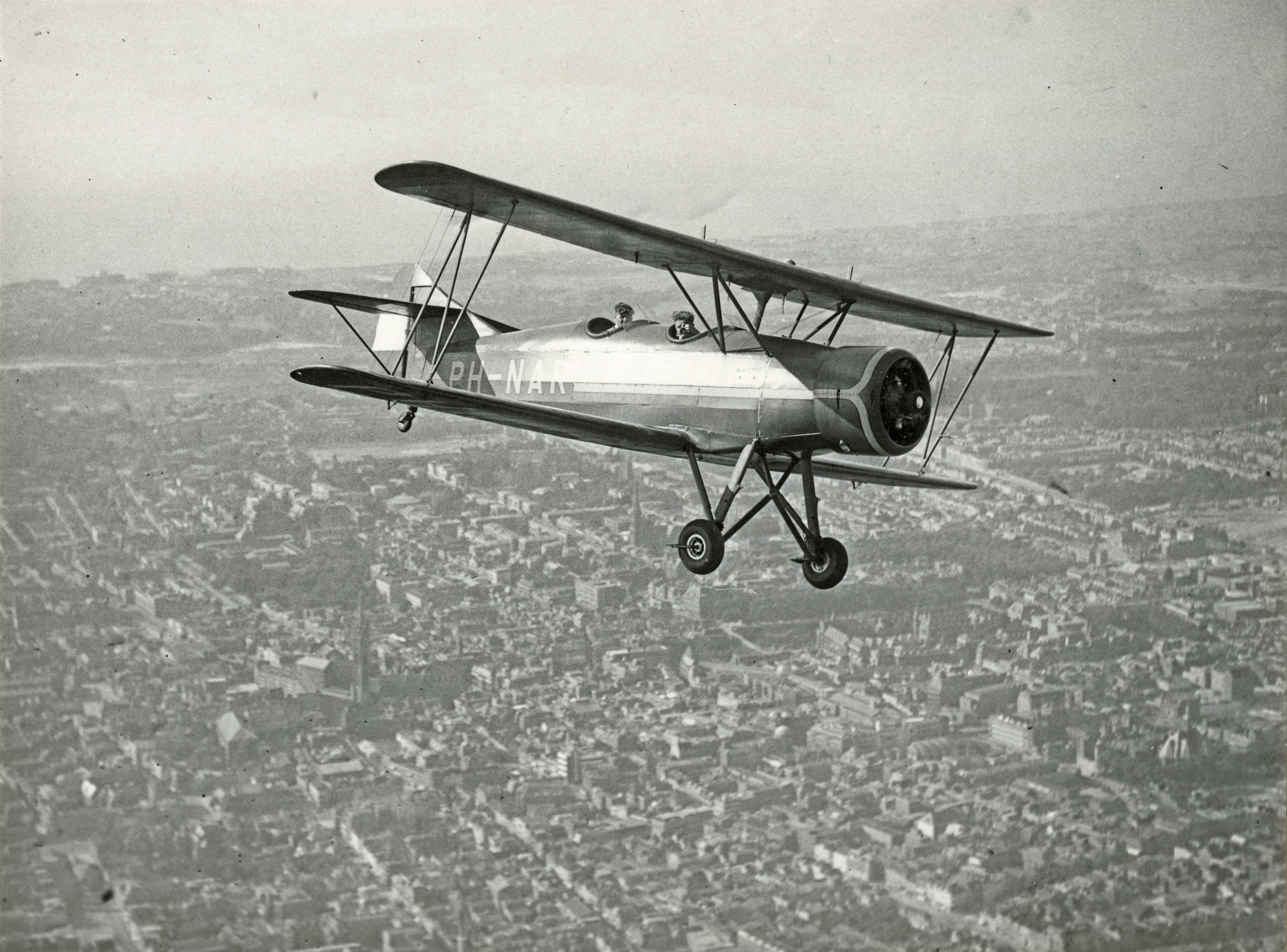
Eine Fokker S.IX 1948 über Den Haag

Die Fokker S.IX war ein zweisitziger Doppeldecker der Fokker-Flugzeugwerke im Dienst der niederländischen Streitkräfte von 1938 bis 1940.

## Geschichte
Die S.IX war Nachfolgemodell der Fokker S.IV. Wie sein Vorgänger diente es vornehmlich zur fliegerischen Grundausbildung, war aber auch kunstflugtauglich. Die ausgelieferten 15 Maschinen flogen gegen einen überlegenen Luftgegner vorwiegend Verbindungs-, Evakuierungs- und Sanitätsflüge bis zur Kapitulation der Niederlande am 14. Mai 1940.
Nach dem Zweiten Weltkrieg wurden noch 3 Flugzeuge S.IX/1 mit von der Kromhut Motoren Fabrik gebauten Genet Major Motoren gebaut.

## Aufbau
Die S.IX war in Gemischbauweise hergestellt. Der Rumpf bestand aus geschweißtem Stahlrohr, das im vorderen Bereich mit Metall verkleidet war, der hintere Teil war mit Stoff bespannt. Die Tragflächen waren stark gestaffelt und teils mit Phenolharz imprägniertem Sperrholz, teils mit Stoff bespannt.
Es gab zwei Bauserien, die sich nur durch das verwendete Triebwerk und damit etwas in den Flugleistungen unterschieden.
S.IX/1
| Kenngröße             | Daten Fokker S.IX/1                                            |
| --------------------- | -------------------------------------------------------------- |
| Besatzung             | 2                                                              |
| Länge                 | 7,65 m                                                         |
| Höhe                  | 2,90 m                                                         |
| Spannweite            | 9,55 m                                                         |
| Leermasse             | 695 kg                                                         |
| Nutzlast              | 280 kg                                                         |
| Startmasse            | 975 kg                                                         |
| Antrieb               | ein Sternmotor Armstrong Siddeley Genet Major, 167 PS (123 kW) |
|                       | Zweiblatt-Propeller                                            |
| Höchstgeschwindigkeit | 185 km/h                                                       |
| Dienstgipfelhöhe      | 4300 m                                                         |
| Reichweite            | 710 km                                                         |

Die S.IX/1 wurde von einem Fünf- oder Sieben-Zylinder Sternmotor von Armstrong Siddeley Genet Major Motor angetrieben, der 123 kW (167 PS) entwickelte. Hersteller war unter anderem die Firma Kromhout. Insgesamt wurden von dieser Version etwa 24 Maschinen fertiggestellt. Ob alle Maschinen ausgeliefert worden sind, ist ungewiss. Die S.IX/1 absolvierte ihren Jungfernflug 1937 und war bis 1940 das Standardtrainingsflugzeug angehender niederländischer Piloten.
S.IX/2
Der Unterschied zur S.IX/1 war die Verwendung eines Menasco Buccaneer Sechszylinder-Reihenmotors mit 165 PS.
Ein Bauauftrag von 27 Maschinen für die holländische Marineflieger konnte wegen des Deutschen Überfalls auf Holland im Frühjahr 1940 nicht erfüllt werden. Alle wurden im Navy-Camp De Kooy zerstört.